# Haft Cheshmeh
Haft Cheshmeh (em persa: هفت چشمه) é uma aldeia no distrito rural de Jaber-e Ansar, do condado de Abdanan, na província de Ilam, Irã.
No censo de 2006, sua população era de 1 738 habitantes, em 337 famílias.